# Детерминатив (грамматика)
Детерминатив, определитель — словоформа или морфема, сопровождающая существительное (или именную группу), которая служит для выражения его референциального статуса в контексте (категорию соотнесённости) и дополнительные грамматические значения (род, число, падеж). Так, детерминатив может отражать следующую информацию:
- определённый или неопределённый референциальный статус существительного;
- удалённость объекта (англ. this — that);
- принадлежность к другому субъекту или объекту;
- особые количественные характеристики и тому подобное.

Обычно к детерминативам относят артикли (определённые, неопределённые, частичные), демонстративы (указательные местоимения), посессивы (притяжательные местоимения), квантификаторы (слова для отражения количественных отношений, например, много, некоторые), числительные, вопросительные слова и дистрибутивы (определительные местоимения).
В языках, где существует класс артиклей, детерминатив становится необходимым компонентом именной группы, хотя и в этом случае можно наблюдать различные языковые стратегии: в английском языке посессивы my («мой»), your («твой») употребляются вместо артикля, в то время как в итальянском языке — совместно с ним. Кроме того, отсутствие детерминатива, в частности, артикля, может указывать на десубстантивацию существительного и приобретение им функций другой части речи: наречия, прилагательного и тому подобных, например, фр. chapeau de paille («соломенная шляпа»).
В некоторых языках детерминатив может быть выражен аффиксом — префиксом или суффиксом. Например, в румынском, болгарском, македонском, шведском языках определённый артикль выражен суффиксом: ср. шведск. bok («книга») — boken, рум. caiet («тетрадь») — caietul.

## Теория актуального членения предложения
Согласно теории актуального членения, в предложении выделяются такие компоненты, как тема и рема. С коммуникативной точки зрения тема — это то, что уже известно адресату, а рема вводит новую информацию. Например, в предложении У окна сидела девушка ремой является девушка, а всё остальное предложение — темой. Обычно в русском языке рема находится в конце предложения и выделяется нисходящей интонацией, в то время как в языке, где существует класс артиклей, рема может находиться и в начале предложения, но употребляться с неопределённым артиклем, который вводит в первый раз существительное. Так, данный пример можно перевести на французский язык как Une fille était près de la fenêtre. Однако если мы изменим актуальное членение в примере на обратное Девушка сидела у окна, где ремой уже будет выступать у окна, то в переводе на французский язык не понадобится изменять порядок слов: рему по-прежнему можно ввести с помощью неопределённого артикля La fille était près d’une fenêtre.